# Leave This Town
Leave This Town é o segundo álbum de estúdio da banda de rock americana Daughtry e foi lançado em 14 de julho de 2009.

## Produção e gravação
Chris Daughtry anunciou em seu Twitter que o CD teria 14 músicas mas 5 seriam faixas bonus. Daughtry escreveu as letras junto com Richard Marx, Chad Kroeger do Nickelback, Ryan Tedder do OneRepublic, Trevor McNevan do Thousand Foot Krutch, Jason Wade do Lifehouse, Adam Gontier do Three Days Grace e Eric Dill do The Click Five. Em 29 de maio de 2009, Daughtry revelou a capa do álbum ao público. As canções escritas comMarx e Tedder não foram lançadas no álbum. Apesar da divulgação que o álbum teria 14 faixas, apenas 12 foram liberadas no CD. Três canções do disco, "No Surprise", "Every Time You Turn Around" e "You Don't Belong",foram utilizadas como canções promocionais na programação da ESPN.

## Recepção
A critica inicial a Leave This Town variou entre boas e ruins. A Metacritic deu, em uma escala até 100, uma nota 58 para o álbum.
O CD acabou vendendo 269,000 cópias na primeira semana nos EUA chegando a primeira posição nas paradas americanas. Até a presente data o álbum já vendeu mais de 1 milhão de cópias.

## Faixas
| CD  |                                     |         |  |
| N.º | Título                              | Duração |  |
| 1.  | "You Don't Belong"                  | 4:00    |  |
| 2.  | "No Surprise"                       | 4:29    |  |
| 3.  | "Every Time You Turn Around"        | 3:39    |  |
| 4.  | "Life After You"                    | 3:26    |  |
| 5.  | "What I Meant to Say"               | 3:09    |  |
| 6.  | "Open Up Your Eyes"                 | 4:19    |  |
| 7.  | "September"                         | 4:00    |  |
| 8.  | "Ghost of Me"                       | 3:38    |  |
| 9.  | "Learn My Lesson"                   | 3:50    |  |
| 10. | "Supernatural"                      | 3:38    |  |
| 11. | "Tennessee Line" (feat. Vince Gill) | 4:37    |  |
| 12. | "Call Your Name"                    | 4:01    |  |

| Versão exclusiva do Site oficial |                   |         |  |
| N.º                              | Título            | Duração |  |
| 1.                               | "Long Way"        | 4:03    |  |
| 2.                               | "One Last Chance" | 3:27    |  |

Nota: A faixa bonus disponibilizada por meio de downloads também pode ser encontrada separadamente.
| Edição Deluxe digital |                       |         |  |
| N.º                   | Título                | Duração |  |
| 1.                    | "What Have We Become" | 3:43    |  |
| 2.                    | "On the Inside"       | 3:24    |  |

| iTunes (EUA) |                 |         |  |
| N.º          | Título          | Duração |  |
| 1.           | "Traffic Light" | 3:40    |  |

| iTunes (UK) |                                                    |         |  |
| N.º         | Título                                             | Duração |  |
| 1.          | "Get Me Through"                                   | 3:44    |  |
| 2.          | "Traffic Light"                                    | 3:40    |  |
| 3.          | "Back Again" (Faixa bonus do Single "No Surprise") | 3:38    |  |

| Japão/Wal-Mart |                  |         |  |
| N.º            | Título           | Duração |  |
| 1.             | "Get Me Through" | 3:44    |  |

| Edição Deluxe da Target- CD/DVD |                                    |         |  |
| N.º                             | Título                             | Duração |  |
| 1.                              | "It's Not Over" (Video Clipe)      |         |  |
| 2.                              | "Home" (Video Clipe)               |         |  |
| 3.                              | "Over You" (Video Clipe)           |         |  |
| 4.                              | "Feels Like Tonight" (Video Clipe) |         |  |
| 5.                              | "What About Now" (Video Clipe)     |         |  |
| 6.                              | "No Surprise" (Video Clipe)        |         |  |

| Faixas descartadas |                                                    |         |  |
| N.º                | Título                                             | Duração |  |
| 1.                 | "From Where You're Standing" (Performance ao vivo) |         |  |
| 2.                 | "Standing Still" (Performance ao vivo)             |         |  |
| 3.                 | "When You Come Around" (Performance ao vivo)       |         |  |
| 4.                 | "You're In My Hands" (Performance ao vivo)         |         |  |
| 5.                 | "I Can't Save You" (Não apresentada ou gravada)    |         |  |
| 6.                 | "Back to Me" (Performance ao vivo)                 |         |  |

## Pessoal

### Membros da banda
- Chris Daughtry - Vocal, guitarra rítmica
- Josh Steely - Guitarra, backing vocal
- Brian Caddock - Guitarra rítmica, backing vocal
- Josh "JP" Paul - Baixo, backing vocal
- Joey Barnes - Bateria, percussão, backing vocal, teclado

#### Membros de digressão
- Vince Gill - vocal e guitarra em "Tennessee Line"

## Paradas musicáis
| Paradas (2009)             | Melhor posição |
| -------------------------- | -------------- |
| Billboard 200              | 1              |
| Canadá Albums Chart        | 2              |
| Austrália Albums Chart     | 21             |
| Nova Zelândia Albums Chart | 8              |
| Suécia Albums Chart        | 31             |
| UK Albums Chart            | 53             |